# Fundraising Verband Austria
Der Fundraising Verband Austria (FVA) ist mit mehr als 350 Mitgliedsorganisationen größter Dachverband der Spendenorganisationen und zentrale Plattform für Fundraising in Österreich. Er ist Initiator und Träger von Projekten und Initiativen, die den gemeinnützigen Sektor stärken, und bietet ein umfassendes Aus- und Weiterbildungsangebot für Mitarbeitende im Spendenbereich des Non-Profit-Sektors.

## Geschichte
Der Fundraising Verband Austria wurde 1996 gegründet. Monica Culen leitete den FVA als Präsidentin von 2004 bis 2021. Während ihrer Amtszeit entwickelte sich der FVA  zu Österreichs größtem Dachverband gemeinnütziger Organisationen. Seit 2021 fungiert Andrea Johanides (WWF Österreich) als Präsidentin des Verbandes.

## Aktivitäten
Der Fundraising Verband Austria ist Serviceplattform und Dienstleister für alle, die in Organisationen und Agenturen in der Spendenakquise tätig sind, sowie für Berater des Non-Profit Sektors. Zentrale Anliegen in der Verbandsarbeit sind die Professionalisierung des Sektors und die Bereitstellung anerkannter Aus- und Weiterbildungsmöglichkeiten, darunter der zertifizierte Fundraising-Diplomlehrgang in Kooperation mit der European Fundraising Association (EFA), der Österreichische Fundraising Kongress, der 1st International F2F Fundraising Congress (2023), verschiedene Fachtagungen sowie ein umfangreiches Seminar-Angebot zu allen relevanten Fachthemen.
Durch Verbands- und Öffentlichkeitsarbeit möchte der FVA zur Image- und Akzeptanzsteigerung des Fundraisings beitragen. Mit Publikationen, wie dem jährlichen „Spendenbericht“ und dem „Spendenguide für Unternehmen“, informiert er gezielt über wichtige gemeinnützige Projekte, liefert aktuelle Zahlen, Daten und Fakten sowie Studien zum österreichischen Spendenwesen und gibt Tipps für ein sicheres und effektives Spenden.
Zum Webservice des FVA zählt auch eine Jobbörse, die eine laufende Übersicht über Stellenausschreibungen im Fundraising-Sektor bietet.

## Verein

### Struktur und Finanzierung
Der Fundraising Verband Austria ist Teil der FVA-Gruppe, die aus drei Organisationen, dem Fundraising Verband Austria, dem Verein für NPO Management und der Fundraising Verband Austria Service GmbH, besteht. Nach eigenen Angaben finanziert der Verein sich überwiegend aus Mitgliedsbeiträgen, Sponsoring und Zuschüssen sowie Kongress-, Tagungs- und Seminar-Erlösen. 17 % der Einnahmen stammten 2020 aus Aufträgen und Subventionen von öffentlichen Stellen, wie Bundeskanzleramt, Sozial-, Wissenschafts- und Wirtschaftsministerium, dem NPO-Fonds, AMS sowie der Europäischen Union (284.354 €).  Im Jahr 2020 hatte der Verein Gesamteinnahmen von 1,4 Mio. Euro.

### Leitung
Der Fundraising Verband Austria wird seit 2024 von Geschäftsführerin Ruth Williams geleitet, die Günther Lutschinger in dieser Funktion nachfolgte. Der Vorstand des Vereins besteht aus sechs Mitgliedern (Stand 2024). Vorstandsmitglieder sind Andrea Johanides, WWF Österreich, Manfred Kumer, Österreichisches Rotes Kreuz, Walter Emberger, Teach For Austria, Katharina Haeckel-Schinkinger, Caritas Österreich, Robert Buchhaus, Face2Face Fundraising, und Gerhard Pock, Christoffel-Blindenmission Österreich.

### Mitglieder
Die Mitglieder des FVA sind in allen gemeinnützigen Bereichen tätig – von Humanitärer Hilfe über Soziales, Tier- und Umweltschutz, Wissenschaft und Forschung sowie Bildung bis hin zu Kunst und Kultur. Dazu gehören österreichische und internationale Organisationen des Dritten Sektors, wie Österreichisches Rotes Kreuz, Caritas, SOS-Kinderdorf, Ärzte ohne Grenzen, Global 2000, Haus der Barmherzigkeit, Hilfswerk Austria, Rote Nasen Clowndoctors, Vier Pfoten, Greenpeace, World Vision Österreich, der WWF und das Naturhistorische Museum Wien.

## Projekte und Initiativen
Der Fundraising Verband Austria fungiert nicht nur als Synergie-Plattform für gemeinsame NPO- und NGO-Projekte, sondern ist auch selbst Träger unterschiedlichster Initiativen zur Stärkung des Dritten Sektors. Zu den wichtigsten Projekten zählen:
- Vergissmeinnicht[7]: „Die Initiative für das gute Testament“ informiert die Bevölkerung darüber, wie wichtig es ist ein Testament zu erstellen, was dabei zu beachten ist, und wie man ein gemeinnütziges Anliegen im letzten Willen verankern kann.

- Das gute Los[8]: Die gemeinsam mit Organisationen aus dem Umwelt- und Sozialbereich durchgeführte Spendenlotterie finanziert mit den jährlichen Erlösen viele wichtige Projekte in Österreich.

- IT für NPOs[9]: Gemeinsam mit der Haus des Stiftens gGmbH mit Sitz in München organisiert der Fundraising Verband Austria rund 70 Fortbildungen im online Format und vermittelt praxisrelevantes Know-how an Non-Profit-Organisationen (Stand Ende 2022) im deutschsprachigen Raum.

- Wirtschaft hilft[10]: Die Aktion zielt darauf ab, das Bewusstsein österreichischer Unternehmen für gemeinnütziges Engagement zu stärken und das Spendenaufkommen zugunsten heimischer NPOs zu steigern.

- Qualitätsinitiative Fördererwerbung[11]: Die Initiative tritt mit einheitlichen Standards, Qualitätskontrolle und laufender Evaluierung für die Verbesserung und Weiterentwicklung von Mitgliederwerbung im öffentlichen Raum und an der Haustüre ein. Zur Qualitätssicherung wurde zudem 2022 eine Zertifizierung für Fundraiser  gestartet.
- Sciencefundraising[12]: Das FVA-Programm für das Fundraising der österreichischen Universitäten und Forschungseinrichtungen umfasst eine Reihe von Weiterbildungs- und Vernetzungsveranstaltungen. Zusätzlich leistet der Code of Conduct ebenso einen wichtigen Beitrag zur Stärkung und Professionalisierung des Fundraisings für Wissenschaft und Forschung, wie die Bereitstellung von Informationen.
- Kulturfundraising und -Sponsoring[13]: Private Kulturförderung ist eine wichtige Ergänzung zu staatlicher Kulturfinanzierung. Um den Sektor weiterzuentwickeln und zu professionalisieren, stellt der FVA eine umfassende Informations-, Austausch- und Weiterbildungsplattform für Österreichs Spendenwerbung und Sponsoring im Kulturbereich bereit. Seit 2022 zeichnet der FVA auch herausragende Aktionen im Kulturfundraising und -sponsoring mit eigens geschaffenen Awards aus.
- Initiative Bildungsfundraising[14]: Mit dem 1. Jänner 2024 ist das Gemeinnützigkeitsreformgesetz 2023 in Kraft getreten. Dieses Gesetz gewährt gemeinnützigen Bildungsorganisationen sowie öffentlichen und privaten Kindergärten und Schulen Zugang zur Spendenbegünstigung. Um diese Organisationen an nachhaltiges Fundraising heranzuführen und so einen für die Zukunft gestärkten Bildungssektor zu etablieren, wurde die Initiative Bildungsfundraising gegründet, die Informations-, Weiterbildungs- und Vernetzungsveranstaltungen speziell für Bildungseinrichtungen anbietet.

Darüber hinaus steht der FVA als Dachverband hinter der Beteiligung Österreichs an der weltweiten GivingTuesday – Bewegung. In über 100 Ländern auf der ganzen Welt wird der internationale Tag des Gebens jährlich am letzten Dienstag im November bzw. am ersten Dienstag im Dezember gefeiert.
Der FVA verleiht außerdem jährlich die Fundraising Awards in verschiedenen Kategorien im Rahmen des Österreichischen Fundraising Kongresses. Höhepunkt der Preisverleihung ist die Auszeichnung der/des Fundraiserin/Fundraisers des Jahres. U.a. wurden in den vergangenen Jahren der Leiter des Humanitarian Broadcasting im ORF, Pius Strobl, die Behindertenaktivistin und Obfrau von „RollOn Austria“, Marianne Hengl, der Gründer und langjährige Geschäftsführer der Organisation DEBRA Austria, Rainer Riedl, der langjährige Generalsekretär des Österreichischen Roten Kreuzes, Werner Kerschbaum, der Gründer und Stiftungspräsident von VIER PFOTEN, Heli Dungler und die Generaldirektorin des Kunsthistorischen Museums Wien, Sabine Haag für ihr herausragendes Engagement um das österreichische Spendenwesen ausgezeichnet.